# Franz Gaißer
Franz Xaver Gaißer (* 12. Februar 1838 in Laubach bei Ochsenhausen; † 1905 in München) war ein württembergischer Oberamtmann.

## Leben
Gaißer, Sohn eines Wagners und katholischer Konfession, studierte von 1856 bis 1861 Regiminalwissenschaft in Tübingen.  Seit 1856 war er Mitglied der Landsmannschaft Ulmia Tübingen. Er legte 1861 die erste und 1864 die zweite höhere Dienstprüfung ab. 
Danach trat er in die württembergische Innenverwaltung ein. Er leitete als Oberamtmann das Oberamt Leutkirch von 1881 bis 1905. Er erhielt 1902 den Titel Regierungsrat.

## Ehrungen
- 1894: Ritterkreuz 1. Klasse des Friedrichs-Ordens
- 1904: Karl-Olga-Medaille in Silber